# Firma Księgarska Jacek Olesiejuk
Firma Księgarska Jacek Olesiejuk – jedna z największych w Polsce firm zajmujących się dystrybucją książek, założona w 1994.
Firmę założyło dwóch braci – Jacek i Krzysztof Olesiejukowie, którzy w 1990 roku otworzyli stoisko z książkami na Dworcu Centralnym. W 1994 powstała Firma Księgarska Jacek Olesiejuk. W 2002 firma przeniosła się do siedziby w Ożarowie Mazowieckim. W 2002 powstało wydawnictwo FK Olesiejuk-Inwestycje, obecnie funkcjonujące pod nazwą Wydawnictwo Olesiejuk. W 2006 środki na rozbudowę Firmy Księgarska Jacek Olesiejuk przekazał Europejski Fundusz Rozwoju Regionalnego. W 2009 roku Wydawnictwo Olesiejuk zostało częścią swojej spółki-matki – Firmy Księgarskiej Olesiejuk, stanowiąc jej wydzieloną jednostkę organizacyjną. Pod koniec tego samego roku firma utworzyła dział dystrybucji wydawnictw muzycznych. Obecnie (stan na czerwiec 2024) Wydawnictwo Olesiejuk jest częścią grupy Dressler Dublin Sp. z o.o.
Firma była udziałowcem przejętych w 2007 roku wydawnictw Harald G (słowniki) i Watra (kulinaria).
Firma Księgarska otrzymała godło promocyjne Teraz Polska w XVI edycji konkursu. W 2005, 2006, 2007, 2008, 2009 roku otrzymała tytuł Gazela Biznesu przyznawany przez pismo "Puls Biznesu". Spółka jest członkiem klubu Business Centre Club.